# Sévignac
Sévignac är en kommun i departementet Côtes-d'Armor i regionen Bretagne i nordvästra Frankrike. Kommunen ligger i kantonen Broons som tillhör arrondissementet Dinan. År 2022 hade Sévignac 1 116 invånare.

## Befolkningsutveckling
Antalet invånare i kommunen Sévignac
Referens:INSEE